# 夏日傾情 (專輯)
《夏日傾情》（西班牙語：Apasionese en el Verano）是香港歌手黎明的錄音室專輯，全碟由陳永明監製，以夏天為主題概念，收錄了10首歌曲，專輯於1993年6月23日由唱片公司寶麗金首次發行，銷量約十六萬張（三白金），主打歌曲〈夏日燒着了〉及〈夏日傾情〉在香港三大電子媒體的音樂排行榜獲得冠軍，有研究指黎明憑此專輯將自己的事業推向新高度。

## 製作概念
這張專輯定名為《夏日傾情》，同時以西班牙文命名為「Apasionese en el Verano」，配合《黎明夏日傾情演唱會》而推出，唱片封套以夏日色彩為設計概念，黎明在封面照展現出閑適、悠然自得的情感。兩首主打歌〈夏日燒着了〉及〈夏日傾情〉曾用作電訊廣告歌曲，〈夏日燒着了〉改編自日本樂團南方之星的作品，曲風以老式的爵士樂為主，黎明在音樂短片中演繹的舞蹈由林青峰編排；〈夏日傾情〉改編自日本歌手谷村新司主唱的〈最後のI Love You〉，歌曲由向雪懷填詞，內容講述一個少女與情人之間的感情承諾，體現出二人久久不見，盼望在夏日相聚的那份春去秋來感覺，歌詞中呈現浪漫的意象和寫法，使聽眾切入和投入歌曲中，黎明以當時常見的震音唱法演繹歌曲，這首歌的音樂短片由電視廣播有限公司綜藝科導演唐婉儀執導，黎明和江希文合作演出，拍攝地點位於山旁的石屋。

## 曲目列表
| CD       | CD               | CD       | CD                    | CD       | CD | CD    |
| 曲序     | 曲目             |          | 作曲                  | 编曲     | 备注 | 时长  |
| -------- | ---------------- | -------- | --------------------- | -------- | --- | ----- |
| 1.       | 夏日燒着了       | 劉卓輝   | 桑田佳祐 Tommy Synder | 唐奕聰   | 改編自南方之星的〈BOON BOON BOON～OUR LOVE（MEDLEY）〉 粵語嘻哈版本為軟硬天師的〈川保黎明燒著軟硬耀司〉 國語版本為金元萱的〈辣辣的心〉 | 3:57  |
| 2.       | 孤單的人孤單的我 | 向雪懷   | 立川俊之              | 蘇德華   | 改編自大事MANブラザーズバンド的〈気持ちのメロディー〉                                                                                  | 4:01  |
| 3.       | YA YA YA         | 周禮茂   | 横山輝一              | 陳澤忠   | 改編自ZOO的〈YA-YA-YA〉 | 4:37  |
| 4.       | 我的情人         | 向雪懷   | 小蟲                  | 唐奕聰   | 改編自巫奇的〈我的情人〉 同曲曲目：巫奇〈專一〉                                                                                        | 4:49  |
| 5.       | 不羈的感情       | 劉卓輝   | Johan Kinde           | 唐奕聰   | 改編自Johan Kinde的Hals över huvud | 3:48  |
| 6.       | 夏日傾情         | 向雪懷   | 三木剛                | 盧東尼   | 改編自谷村新司的〈最後のI Love You〉                                                                                                   | 4:10  |
| 7.       | 歡笑末世紀       | 劉卓輝   | 槙原敬之              | 袁卓繁   | TVB電視劇《開心華之里》主題曲 改編自槙原敬之的〈くもりガラスの夏〉                                                                     | 4:04  |
| 8.       | 痴情何須說前塵   | 向雪懷   | 劉鄭硏                | 唐奕聰   | 改編自申昇勳的《秋天的回憶》（） 同曲曲目：黎瑞恩〈廿世紀不了情〉                                                                      | 4:07  |
| 9.       | 美麗的開始       | 周禮茂   | 梶原茂人 高木茂治     | 唐奕聰   | 改編自135的〈U・RA・HA・RA〉 | 4:16  |
| 10.      | 戀愛日記         | 向雪懷   | Nikos Ignatiadis      | 唐奕聰   | 改編自純音樂〈Humming Voice〉 | 3:59  |
| 总时长： | 总时长：         | 总时长： | 总时长：              | 总时长： | 总时长： | 43:48 |

## 幕後製作人員
以下是《夏日傾情》的幕後製作人員名單：
- 鍵琴：唐奕聰（曲目1,4,5,8－10）、Tony A.（曲目2）、盧東尼（曲目6）、Richard Yuen（曲目7）
- 結他：鄧建明（曲目1,4,8,9）、蘇德華（曲目2,3,5,6）、Jim（曲目7）
- 低音結他：細威（曲目2）
- 鼓：陳偉強（曲目2）
- 色士風：Phil（曲目7）
- 電子樂器：唐奕聰（曲目1,4,5,8－10）、陳澤忠（曲目3）、Richard Yuen（曲目7）
- 聲樂獨唱：陳美鳳
- 和音：雷有曜（曲目1－3,7）、鍾慶鴻（曲目1,2,7）、曹潔敏（曲目1－5,7－9）、李小梅（曲目1－9）、蘇德華（曲目2）、張偉文（曲目3－6,8,9）、陳美鳳（曲目3－6,8,9）、雷有輝（曲目3）、譚錫禧（曲目3－6,8,9）
- 混音：吳子良、陳永明
- 美術指導：Joel Chu
- 攝影：Sam Wong
- 助理監製：吳子良
- 監製：陳永明
- 經理人公司：百事活娛樂事業有限公司

## 評論摘要
綜合各界評論，這張專輯的主打歌曲之一〈夏日燒着了〉的節奏帶點懷舊爵士風，曲風頗獨特，在當時的粵語流行曲甚為少見，〈孤單的人孤單的我〉的歌詞表達出樂得安靜的清心感覺，以木結他為主要伴奏樂器，評論認為反樸歸真的編曲也是一種美，而〈夏日傾情〉的歌詞內容間接與廣告連繫，對歌手而言，可增加歌曲的播放率，並透過廣告畫面加深聽眾對歌曲的印象；對廣告商而言，可借助歌手的名氣作宣傳，電台、電視台在播放有關歌曲時，亦可變相達到宣傳效果。唱片收藏家黃國恩認為歌曲〈夏日傾情〉的其中一個成功元素並非作品本物，而是廣告配合下所構成的回憶，將歌手對女主角的深情投射在聽眾自身感受中。香港填詞人方俊傑認為〈夏日傾情〉除了是一首流行曲，也是黎明與歌迷互相交流的一個通話工具，把觀眾的情感滿足填到最充實。2021年，黎明認為歌曲〈夏日傾情〉的震音過多且演唱技巧已經過時，決定重新灌錄歌曲〈夏日傾情〉，定名為〈夏日傾情（重新唱）〉，於2022年推出，引起了公眾迴響並重聽原版〈夏日傾情〉，歌曲更一度登上iTunes排行榜第一位，有評論認為震音是1990年代常見的歌唱技巧之一，並表示歌曲勾起了一代人的集體回憶。

## 流行榜成績
以下是《夏日傾情》的派台歌曲名單，以及其歌曲在香港三大電子媒體音樂流行榜的最高位置。
| 派台歌曲／流行榜     | 903專業推介 | 中文歌曲龍虎榜 | 勁歌金榜 | 參考   |
| -------------------- | ----------- | -------------- | -------- | ------ |
| 〈夏日燒着了〉       | 冠軍        | 冠軍           | 冠軍     | [ 24 ] |
| 〈夏日傾情〉         | 冠軍        | 冠軍           | 冠軍     | [ 25 ] |
| 〈YA YA YA〉         | 第9位       | 第5位          | 未能上榜 |        |
| 〈孤單的人孤單的我〉 | 第17位      | 未能上榜       | 未能上榜 |        |

## 獎項
以下是收錄於《夏日傾情》專輯的歌曲獲頒發的獎項：
- 電視廣播有限公司1993年度勁歌金曲季選——第二季得獎歌曲〈夏日燒着了〉[26]
- 電視廣播有限公司1993年度勁歌金曲季選——第三季得獎歌曲〈夏日傾情〉[27]
- 電視廣播有限公司1993年度十大勁歌金曲頒獎典禮——十大勁歌金曲獎〈夏日傾情〉[28]
- 電視廣播有限公司1993年度十大勁歌金曲頒獎典禮——最佳編曲獎〈夏日燒着了〉[29]
- 香港電台1993年度十大中文金曲頒獎音樂會——十大中文金曲獎〈夏日傾情〉[30]
- 新城電台金曲台1993年度金心情歌頒獎禮——本地金心情歌金獎〈夏日傾情〉[31]
- 香港商業電台1993年度叱吒我最喜愛歌曲——第二回合得獎歌曲〈夏日燒着了〉[31]
- 香港商業電台1993年度叱吒我最喜愛歌曲——第三回合得獎歌曲〈夏日傾情〉[31]